# Enrique Basauri
Enrique Basauri Arbulu (Elorrio, España; 21 de julio de 1953) fue un futbolista español que se desempeñaba como guardameta.

## Clubes
| Club              | País   | Año         |
| ----------------- | ------ | ----------- |
| Valencia Mestalla | España | 1972 - 1973 |
| Valencia CF       | España | 1974 - 1977 |
| Deportivo Alavés  | España | 1977 - 1981 |
| CA Osasuna        | España | 1981 - 1984 |
| CD Castellón      | España | 1984 - 1985 |